# Стратопедарх
Стратопеда́рх (др.-греч. στρᾰτοπεδ-άρχης — «начальник лагеря», от др.-греч. στρᾰτός — «войско, армия» + др.-греч. πέδον — «почва, земля» + др.-греч. ἀρχή — «начальствование, командование») — высокое воинское звание, первоначально появившееся на эллинистическом Ближнем Востоке в I веке до н. э. В дальнейшем оно употреблялось в Римской империи и в Византии, к X веку став придворным званием. В прежнем значении «главнокомандующий» встречается до XIII века как «Великий стратопедарх» (греч. μέγας στρατοπεδάρχης).
Происхождение этого слова со значением «начальник лагеря» неизвестно. Впервые оно появляется в I веке до н. э. на Ближнем Востоке. В тот же период встречаются на стоянках римских легионов надписи с его латинским переводом praefectus castrorum. В «Иудейской войне» Иосифа Флавия это слово означает главного квартирмейстера всех лагерей, а у Дионисия Галикарнасского оно означает примипила легиона, потерявшего своих командиров. В Новом Завете (Деяния. 28:16) этим словом обозначен преторианский префект, начальник гарнизона преторианской гвардии Рима. В I века стратопедархом изредка называли полководца, как синоним более старого термина «стратег». В IV веке церковный историк Евсевий Кесарийский считает стратопедарха тем же, что и римская должность дукса. В V веке историк Олимпиодор называет полководца Ардавура «стратопедархом обеих сил», как и деяния Халкидонского собора (451) называют императора Зенона. Скорее всего, это отсылка к должности военного магистра. Ещё один историк V века Евнапий называет должность стратопедарха высшей. Также встречается сопоставление этого звания со званием стратилата. По предположению немецкого историка А. Фогта, в этот период должность стратопедарха имела смысл военного интенданта, однако французский византинист Р. Гийана до X века этот термин встречался достаточно редко и анахронистически, указывая обычно на военного магистра или стратега фемы. Например, в своей хронике Феофан Исповедник называет стратопедархом императора Иовиана (363—364) и других полководцев того же времени. Из более поздних можно назвать протоспафария Константина, известного только по единственной печати. По мнению А. Каждана, в период с V по IX век термин «стратопедарх» продолжал употребляться как синоним «стратега».
До X века стратопедарх не попадал в перечень официальных должностей Византийской империи, и впервые фигурирует тактиконе Икономидиса. В 967 году император Никифор II Фока назначил на этот пост евнуха Петра Фоку. Согласно историку Н. Икономидису в то время стратопедарх был подчинён доместику схол. В XI—XII веках стратопедарх был одной из должностей, которые присваивались высшим военачальникам. С середины XIII века начинает употребляться термин «великий стратопедарх», первым известным из них был Георгий Музалон (ум. 1258). «Трактат о должностях» (XIV век) псевдо-Кодина ставит великого стратопедарха между протостратором и великим примикирием, а в его обязанности включает снабжение армии. Фактически, однако, в XIV—XV это был формальный титул, и только небольшое число военачальников носило его в реальности.